# 桑村镇
桑村镇，是中华人民共和国山東省枣庄市山亭区下辖的一个乡镇级行政单位。

## 行政区划
桑村镇下辖以下地区：
桑村、户口村、苏庄村、瓜园村、王庙村、辛庄村、蒋沟村、马厂村、柴林村、芹沃村、上黄沟村、周村、郭村、白满化村、依山村、葛庄村、艾湖村、张宝庄村、贾庄村、玉子山村、斗城村和大河村。